# Reforming parowy

Reformator parowy

Reforming parowy – proces produkcji wodoru z metanu i pary wodnej. W temperaturze 700–1100 °C, w obecności katalizatora metalicznego, para wodna reaguje z metanem tworząc gaz syntezowy złożony z tlenku węgla i wodoru:
CH4 + H2O → CO + 3 H2
Reforming parowy gazu ziemnego to najpopularniejsza i najtańsza metoda produkcji wodoru. W porównaniu do np. elektrolizy wody, ilość otrzymanego wodoru na zużytą jednostkę energii jest znacznie większa.
Parowy reforming gazu ziemnego przebiega zazwyczaj w dwóch etapach. Etap pierwszy nazywa się pierwszym reformingiem i jest prowadzony w rurach wypełnionych katalizatorem niklowym, osadzonym na nośniku glinowym. Ciepło potrzebne do procesu podawane jest przez ścianki rur ogrzewanych od zewnątrz przez spalanie innej porcji gazu ziemnego.